# جوناثان وشارلوت
جوناثان وشارلوت (جوناثان أنطوان وشارلوت جاسونيلي) هما مطربا أوبرا بريطانيان (من مواليد 13 يناير 1995 و24 أغسطس 1995 على التوالي). في عام 2012، احتل الثنائي المركز الثاني في النسخة السادسة من عرض المواهب بريطانيا غوت تالنت كواحد من أفضل المواهب التي اكتشفت خلال 6 سنوات من البرنامج، وفقا لمؤسسها سايمون كويل. بعد أداءهما وقع الثنائي عقدًا بقيمة مليون جنيه إسترليني مع شركة Syco Music التابعة لشركة سوني للترفيه الموسيقي قبل إصدار أول ألبوم لهما تحت عنوان معا في 24 أيلول 2012.
في 14 أكتوبر 2013 تم إصدار ثاني ألبوم لهما «ربما الحب».
في عام 2014، أعلن الثنائي انفصالهما ومتابعة كل منهما مسيرته بشكل فردي في شركة سوني

## روابط خارجية
- جوناثان وشارلوت على موقع IMDb (الإنجليزية)
- جوناثان وشارلوت على موقع ميوزك برينز (الإنجليزية)
- جوناثان وشارلوت على موقع ديسكوغز (الإنجليزية)